# Adolfo Augusto Juzarte Rolo
Adolfo Augusto Juzarte Rolo (Marvão - Portalegre), 1.º Visconde de Cidrais, foi um político português.

## Família
Filho de Joaquim António Rolo, de Marvão, e de sua mulher e prima Rosa Joaquim e neto paterno de Vicente Rolo e de sua mulher Isabel da Estrela. O seu irmão Manuel Brás Juzarte Rolo casou com Vicência do Carmo Mimoso, com geração.

## Biografia
Era Bacharel em Medicina pela Faculdade de Medicina da Universidade de Coimbra e exerceu a profissão em Portalegre, onde foi Diretor do Hospital, Presidente da Câmara Municipal entre 1893 e 1897 apoiado tanto pelo Partido Progressista como pelo Regenerador, não tendo oposição, e volta ao cargo em 1902 como candidato do Partido Regenerador. Ocupou também os cargos de Reitor do Liceu e Governador Civil do Distrito. Foi médico da Misericórdia, juiz substituto e dirigente do Sindicato Agrícola. Foi figura destacada do Partido Regenerador e em 1903 encontra-se no novo Partido Regenerador Liberal. Foi dirigente do semanário franquista "A Folha Portalegrense". Após a queda do governo de João Franco retira-se da vida política, conservando, não obstante o polémico passado político, grande prestígio entre a população de Portalegre.
O título de 1.º Visconde de Cidrais foi-lhe concedido, em duas vidas, por Decreto de D. Carlos I de Portugal de 27 de Novembro de 1894.
O largo Visconde de Cidrais, na freguesia da Sé e São Lourenço, em Portalegre, foi nomeado em sua honra e memória.

## Casamento e descendência
Casou com Maria Augusta Nunes de Avillez, filha de Luís Maria Nunes de Avillez (Portalegre, São Lourenço, 14 de Maio de 1824 – ?) e de sua mulher (Portalegre, São Lourenço, 3 de Novembro de 1859) Maria Teresa Gomes, da qual teve um filho: 
- Carlos Alberto Nunes de Vellez Juzarte Rolo (Portalegre, 25 de Julho de 1884 – Lisboa, 21 de Fevereiro de 1949), que usou o título de 2.º Visconde de Cidrais